# Сільвія (ім'я)

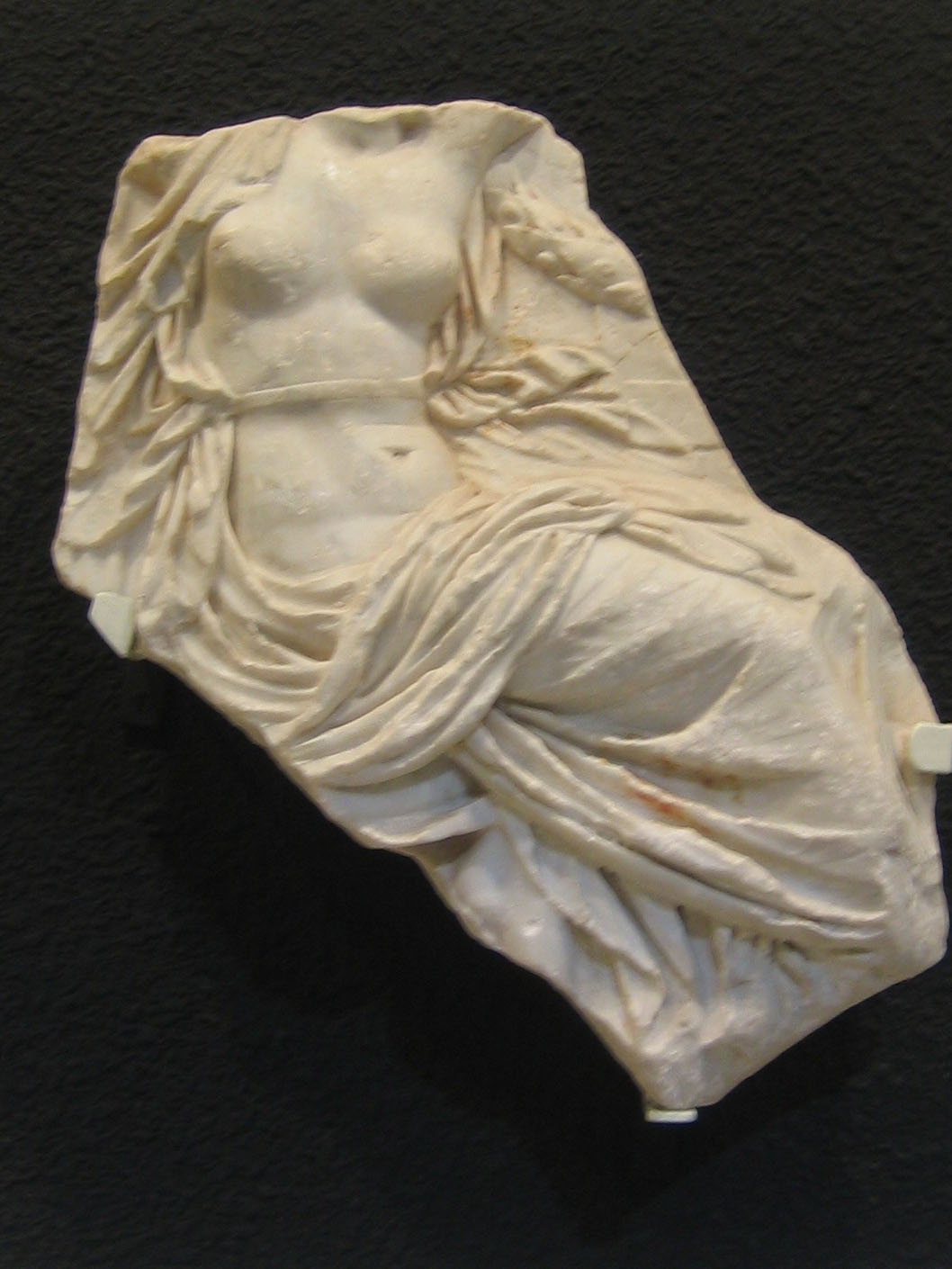
Барельєф Реї Сільвії знайдений у Картахені в Іспанії

Сільвія, Сільва (лат. silva у перекладі означає «ліс») — жіноче ім'я, яке має латинські корені. Похідні форми — Сільвонька, Сільвочка, Сіля, Іля, Лія, Ліка.

## Іншомовні аналоги

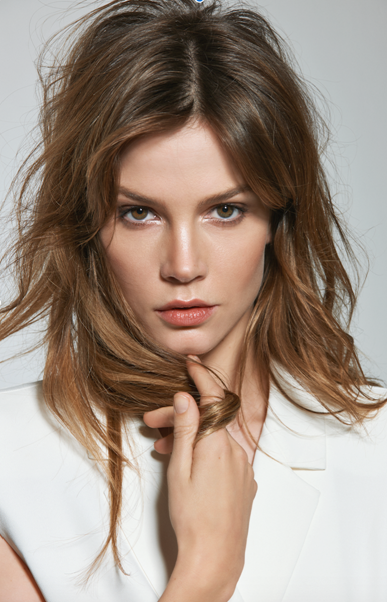
Сільвія Гукс, голландська кіноакторка та модель. 2016

А — англ. Silvia 

Б — башк. Сильвия 
         біл. Сільвія 

Г — грец. Σίλβια 

Д — нім. Silvia 

Е — ест. Silvia 

І — ісп. Silvia 
         італ. Silvia 

К — кит.: 希爾維 
         кор. 실비아 

Л — лат. Silvia 

Н — норв. Silvia 

П — перс. سیلویای 
         пол. Sylwia 
         порт. Silvia 

Р — рос. Сильвия 

        рум. Silvia 

С — серб. Силвија 
         словац. Silvia 

У — укр. Сільвія 

Ф — фр. Silvia 

Ш — швед. Silvia 

Я — яп. シルヴィア

## Відомі люди з ім'ям Сільвія
- Див. Сільвія (значення)